# La Cassagne
La Cassagne is een gemeente in het Franse departement Dordogne (regio Nouvelle-Aquitaine) en telt 123 inwoners (1999). De plaats maakt deel uit van het arrondissement Sarlat-la-Canéda.

## Geografie
De oppervlakte van La Cassagne bedraagt 15,0 km², de bevolkingsdichtheid is 8,2 inwoners per km².
De onderstaande kaart toont de ligging van La Cassagne met de belangrijkste infrastructuur en aangrenzende gemeenten.

## Demografie
Onderstaande figuur toont het verloop van het inwonertal (bron: INSEE-tellingen).